# Kuvendi i Shqipërisë

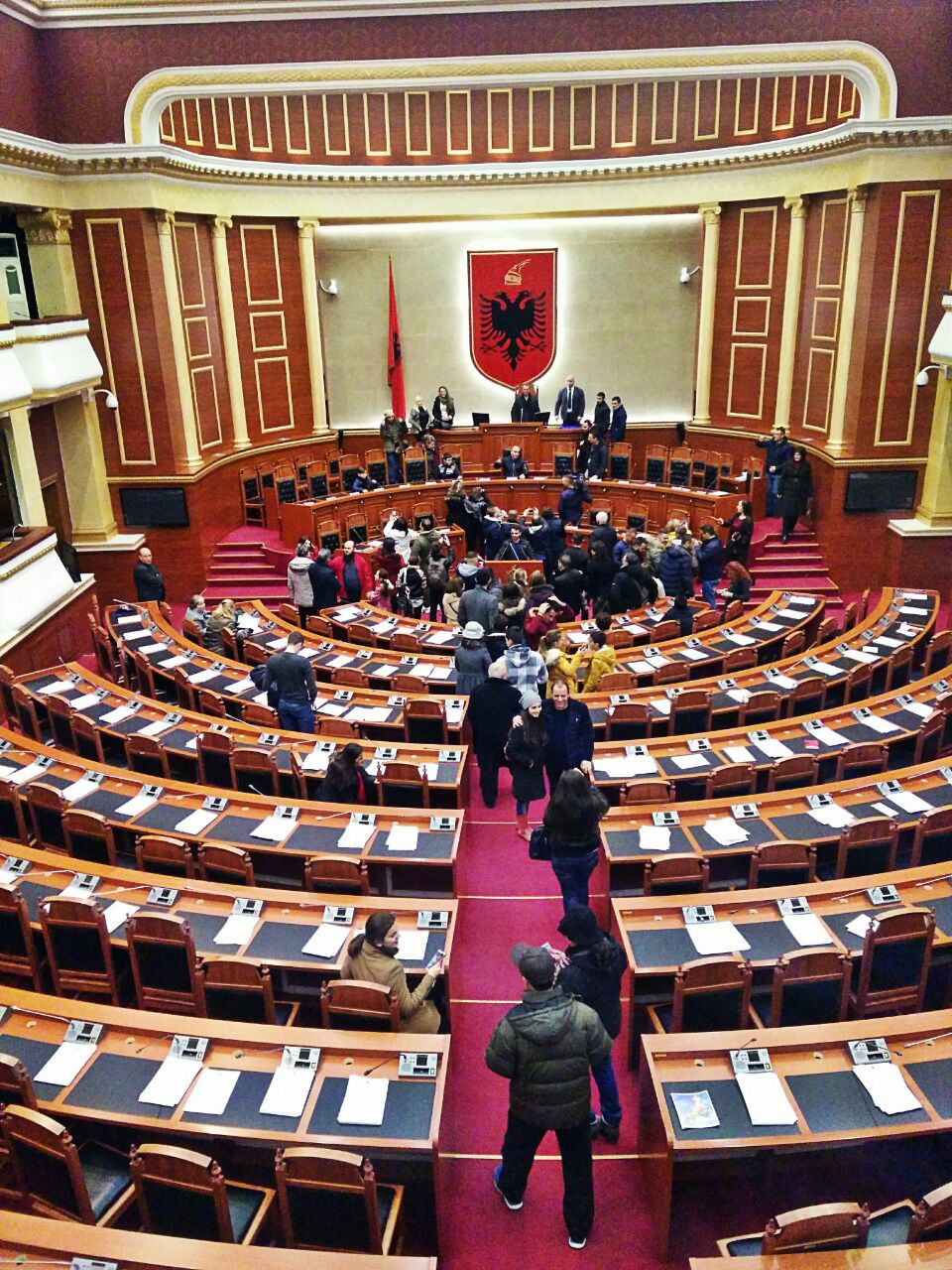
Plenarsaal des Parlaments (2016)

Als Kuvendi i Shqipërisë [kuvɛndi i ʃcipəɾisə] (deutsch Versammlung Albaniens) wird das albanische Parlament bezeichnet. Ihm gehören 140 Abgeordnete an. Die Legislaturperiode dauert vier Jahre. Seit den letzten Parlamentswahlen im April 2021 sind vier Parteien vertreten. Parlamentspräsident ist Lindita Nikolla (PS). Albanien hat ein Einkammersystem. Der Parlamentssitz befindet sich in der Hauptstadt Tirana.

## Geschichte

### 1920er Jahre und Monarchie Ahmet Zogus
1920 konstituierte sich der Kongress von Lushnja aus Vertretern der meisten albanischen Städte und Regionen. Seine 37 Mitglieder übernahmen die Funktion einer gesetzgebenden Nationalversammlung, ohne dazu gewählt worden zu sein.
Im Februar und März 1921 fanden die ersten Wahlen in der Geschichte Albaniens statt. Am 21. April 1921 versammelten sich in Tirana erstmals die 78 gewählten Abgeordneten. Die Wahlen konnten kaum als demokratisch bezeichnet werden. Vielmehr drückten Großgrundbesitzer und Clanführer ihre Kandidaten durch bzw. ließen sich selbst von ihrer Gefolgschaft wählen.
1924 wurde die durch Parlamentsabstimmung ins Amt gekommene Regierung Fan Nolis mit Waffengewalt gestürzt. Der neue Machthaber Ahmet Zogu beeinflusste die 1925 anstehenden Wahlen in seinem Sinne. Das nach einem neuen Wahlgesetz bestimmte Zweikammersystem (Abgeordnetenkammer und Senat) trat am 1. Juli 1925 zum ersten Mal zusammen.
1928 akzeptierte das Parlament Zogus Vorschlag, eine konstitutionelle Monarchie mit ihm selbst als König einzurichten. In der Zeit des Königreichs Albanien (1928–1939) bestand das albanische Parlament nur noch aus einer Kammer. Von April 1939 bis September 1943 besetzte Italien Albanien.
Von 1924 bis 1939 diente ein Gebäude unweit des Skanderbeg-Platzes als Parlament, in dem heute das Nationale Puppentheater untergebracht ist.

### Sozialistische Volksrepublik Albanien
Vom 24. bis zum 28. Mai 1944 fand in Përmet der 1. antifaschistische Kongress der nationalen Befreiung (Kongresi i Parë Antifashist i Çlirimit Kombëtar) statt. Dieser Kongress von Përmet (Kongresi i Përmetit) bestand aus 186 Delegierten aus dem ganzen Land, wählte den aus 118 Personen bestehenden Antifaschistischen Rat der nationalen Befreiung (Këshilli Antifashist Nacional-Çlirimtar), ein Übergangsparlament, das vom 20. bis 23. Oktober noch in Berat tagte.
Nach dem Zweiten Weltkrieg wurde am 2. Dezember 1945 eine verfassunggebende Versammlung gewählt. Die Kommunisten beeinflussten die Wahl zu ihren Gunsten und konnten gewinnen. Nach der Verfassung von 1946 hieß das Parlament Kuvendi Popullor (Volksversammlung). Es spielte unter der sozialistischen Herrschaft keine Rolle. Alle wichtigen Entscheidungen wurden vom Diktator Enver Hoxha und den von ihm kontrollierten Leitungsgremien der Partei der Arbeit gefällt.

### Republik Albanien
Am 31. März 1991 fanden erstmals nach dem Ende der „enveristischen“ Herrschaft pluralistische Wahlen statt. Angetreten waren außer den Kommunisten, die sich bald darauf zur Sozialistischen Partei transformierten, die Partia Demokratike e Shqipërisë (oder kurz Partia Demokratike) und einige weitere kleine Parteien. Die Sozialisten gewannen die Wahl. Chancengleichheit hatte nicht bestanden, da die soeben erst gegründeten Demokraten kaum organisiert waren. Die Wähler wurden zudem eingeschüchtert und von den alten Propagandamedien gezielt desinformiert.
Die ersten wirklich freien Wahlen wurden im März 1992 abgehalten. Aus ihnen ging die Partia Demokratike als Siegerin hervor. Das neue Parlament trat am 15. April 1992 zum ersten Mal zusammen.

## Rechte und Pflichten

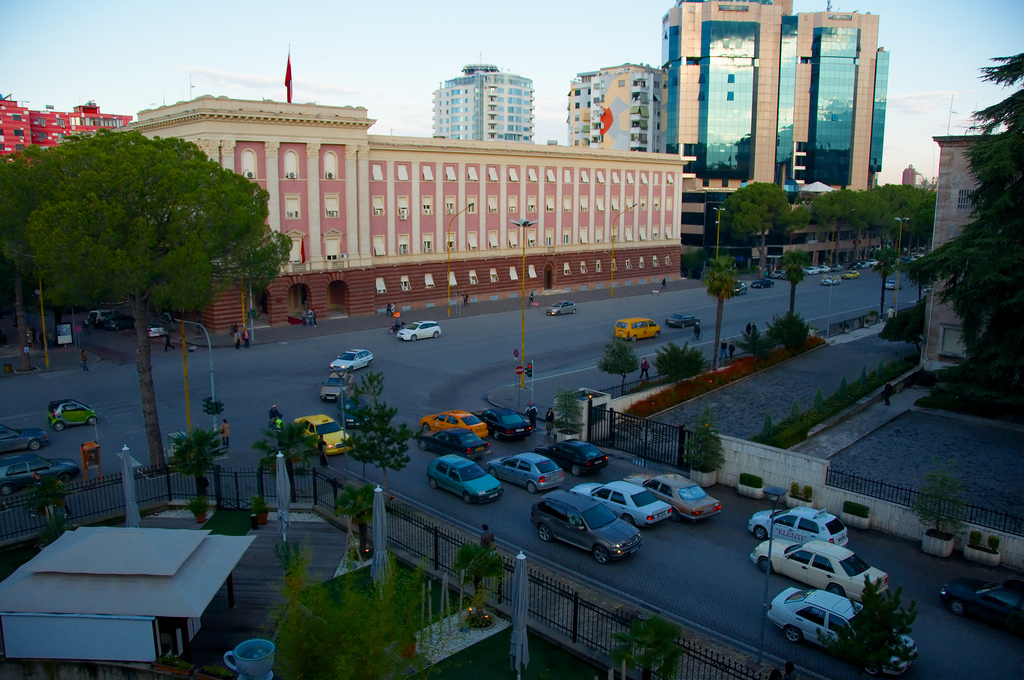
Bürogebäude des Parlaments am Bulevardi Dëshmorët e Kombit, früher Sitz des Zentralkomitees der Partei der Arbeit

Neben der Gesetzgebung obliegt dem Parlament die Wahl des Präsidenten und der Mitglieder des Verfassungsgerichts und die Entscheidung über Krieg und Frieden. Eine neu gebildete Regierung muss vor ihrem Amtsantritt das Vertrauen der Parlamentsmehrheit gewinnen.
Gelingt es dem Parlament nicht in einer von der Verfassung vorgeschriebenen Anzahl von Wahlgängen einen Präsidenten zu wählen, ist es automatisch aufgelöst und Neuwahlen finden statt. Ferner kann das Parlament vom Präsidenten aufgelöst werden, wenn es in mehreren Abstimmungen nicht gelungen ist, einen Ministerpräsidenten zu wählen. Der Präsident hat dann fristgemäß Neuwahlen festzuschreiben.

## Wahlrecht und Wahlen
Aktives Wahlrecht haben alle albanische Staatsbürger, die älter als 18 Jahre sind.
Das aktuelle Wahlgesetz wurde in einer seltenen Kooperation der beiden großen Parteien (Sozialisten und Demokraten) erarbeitet und mit deren Mehrheit im Januar 2009 vom Parlament angenommen. Im Vergleich zu dem in den vergangenen zwölf Jahren gültigen Wahlrecht begünstigt das neue Gesetz große Parteien.
Die 140 Parlamentsmandate werden in einer Verhältniswahl bestimmt. Die Zahl der Wähler in den einzelnen Wahlkreisen differiert stark; so hat etwa der Wahlkreis Tirana fast eine Million Einwohner, der Wahlkreis Kukës dagegen kaum 100.000. Neben Parteien und Einzelkandidaten können sich auch gemeinsame Listen mehrerer Parteien, so genannte Wahlkoalitionen, zur Wahl stellen, wobei aber jede einzelne Mitgliedspartei separat auf dem Stimmzettel aufgeführt ist. Es sind auch gleichzeitige Kandidaturen auf Listen in verschiedenen Wahlkreisen erlaubt. Nicht im Parlament vertretene Parteien benötigen für die Kandidatur die Unterschrift von 10.000 Unterstützern, Einzelkandidaten die Unterschriften von einem Prozent der Wähler ihres Wahlkreises. Um bei der Sitzvergabe in einem Wahlkreis berücksichtigt zu werden, muss eine Partei mindestens 2,5 %, eine Koalition mindestens 4 % der Stimmen gewinnen.
Seit dem Ende der Diktatur fanden insgesamt achtmal Parlamentswahlen statt: 1992, 1996, 1997, 2001, 2005, 2009, 2013 und 2017. Bis zuletzt kam es zu mehr oder weniger großen Unregelmäßigkeiten bei der Registrierung der Wähler, der Stimmabgabe und der Stimmenauszählung. Insbesondere die Wahlen von 1996 sind massiv gefälscht worden. Seit 1997 werden die Wahlen daher jedes Mal von der OSZE und anderen internationalen Organisationen beobachtet. Seit 2001 sind auch albanische Bürgerrechtsgruppen in dieser Hinsicht aktiv.

### Sitzverteilung seit Wahlen 2021
- PS: 74
- PSD: 3
- LSI: 4
- PD: 49
- PR: 3
- PDIU: 2
- PAA: 1
- PLL: 1
- LZHK: 1
- PBDNJ: 1
- Sonst.: 1

| Partei (Koalition)                                  | Partei (Koalition)                       | Kürzel | Parteivorsitzender | Kuvendi (Abgeordnete) | Stimmenanteil der Partei landes- weit in Prozent |
| --------------------------------------------------- | ---------------------------------------- | ------ | ------------------ | --------------------- | ------------------------------------------------ |
| Partia Socialiste e Shqipërisë                      | Partia Socialiste e Shqipërisë           | PS     | Edi Rama           | 74                    | 48,67                                            |
| „Partia Demokratike – Aleanca për Ndryshim“ (PD-AN) | Partia Demokratike e Shqipërisë          | PD     | Lulzim Basha       | 49                    | 39,43                                            |
| „Partia Demokratike – Aleanca për Ndryshim“ (PD-AN) | Partia Republikane Shqiptare             | PR     | Fatmir Mediu       | 3                     | 39,43                                            |
| „Partia Demokratike – Aleanca për Ndryshim“ (PD-AN) | Partia për Drejtësi, Integrim dhe Unitet | PDIU   | Shpëtim Idrizi     | 2                     | 39,43                                            |
| „Partia Demokratike – Aleanca për Ndryshim“ (PD-AN) | Partia Agrare Ambientaliste e Shqipërisë | PAA    | Agron Duka         | 1                     | 39,43                                            |
| „Partia Demokratike – Aleanca për Ndryshim“ (PD-AN) | Partia Lëvizja e Legalitetit             | PLL    | Shpetim Axhami     | 1                     | 39,43                                            |
| „Partia Demokratike – Aleanca për Ndryshim“ (PD-AN) | Lëvizja për Zhvillim Kombëtar            | LZHK   | Dashamir Shehi     | 1                     | 39,43                                            |
| „Partia Demokratike – Aleanca për Ndryshim“ (PD-AN) | Partia Bashkimi për të Drejtat e Njeriut | PBDNJ  | Vangjel Dule       | 1                     | 39,43                                            |
| „Partia Demokratike – Aleanca për Ndryshim“ (PD-AN) | Fraktionslos                             | –      | Sali Berisha       | 1                     | 39,43                                            |
| Lëvizja Socialiste për Integrim                     | Lëvizja Socialiste për Integrim          | LSI    | Monika Kryemadhi   | 4                     | 7,47                                             |
| Partia Socialdemokrate e Shqipërisë                 | Partia Socialdemokrate e Shqipërisë      | PSD    | Ëngjëll Bejtaj     | 3                     | 2,25                                             |

### Fraktionen
Die Mitglieder des Parlaments können sich einer Fraktion (Grupi parlamentar) anschließen, die aus mindestes sieben Abgeordneten besteht.
Die Demokratische Partei hat sich auf mehrere Fraktionen aufgeteilt. Sali Berisha wurde aus der Fraktion ausgeschlossen.
- PS: 74
- PD: 44
- Fraktion „Aleanca per Ndryshim“: 7
- Fraktion „Demokraci dhe Integrim“: 7
- fraktionslos: 8
- Vakanz: 0

| Fraktion                                     | Partei(en) | Anzahl Sitze | Vorsitz       |
| -------------------------------------------- | --- | ------------ | ------------- |
| Fraktion der Partia Socialiste e Shqipërisë  | Partia Socialiste e Shqipërisë | 74           | Taulant Balla |
| Fraktion der Demokratischen Partei Albaniens | Partia Demokratike e Shqipërisë | 44           | Alfred Rushaj |
| Fraktion „Aleanca per Ndryshim“              | Partia Demokratike e Shqipërisë, Partia Republikane Shqiptare, Partia Bashkimi për të Drejtat e Njeriut, Partia Agrare Ambientaliste e Shqipërisë, Lëvizja për Zhvillim Kombëtar | 7            | Fatmir Mediu  |
| Fraktion „Demokraci dhe Integrim“            | Partia Demokratike e Shqipërisë, Partia Lëvizja e Legalitetit, Partei für Gerechtigkeit, Integration und Einheit                                                                 | 7            | Mesila Doda   |
| Fraktionslos                                 | Sali Berisha, Lëvizja Socialiste për Integrim | 8            |               |

(Stand: Dezember 2021)

### Sitzverteilung des Parlaments seit 1992
| Partei                                       | 1992 | 1996 | 1997 | 2001 | 2005 | 2009 | 2013 | 2017 | 2021 |
| -------------------------------------------- | ---- | ---- | ---- | ---- | ---- | ---- | ---- | ---- | ---- |
| Partia Demokratike e Shqipërisë              | 92   | 122  | 24   | 46   | 56   | 68   | 50   | 43   | 59   |
| Partia Socialiste e Shqipërisë               | 38   | 10   | 101  | 73   | 42   | 65   | 65   | 74   | 74   |
| Lëvizja Socialiste për Integrim              | –    | –    | –    | –    | 5    | 4    | 16   | 19   | 4    |
| Partia Republikane Shqiptare                 | 1    | 3    | 1    | –    | 11   | 1    | 3    | –    | –    |
| Partia Socialdemokrate e Shqipërisë          | 7    | –    | 9    | 4    | 7    | –    | –    | 1    | 3    |
| Partia Demokracia Sociale e Shqipërisë       | –    | –    | –    | –    | 2    | –    | –    | –    | –    |
| Partia Bashkimi për të Drejtat e Njeriut     | 2    | 3    | 4    | 3    | 2    | 1    | 1    | –    | –    |
| Partia e Ballit Kombëtar Shqiptar            | –    | 2    | 1    | –    | –    | –    | –    | –    | –    |
| Aleanca Demokratike                          | –    | –    | –    | 3    | 3    | –    | –    | –    | –    |
| Partia Demokratike e Re e Shqipërisë         | –    | –    | –    | 6    | 4    | –    | –    | –    | –    |
| Partia Agrare dhe Ambientaliste e Shqipërisë | –    | –    | –    | 3    | 4    | –    | –    | –    | –    |
| Partia Demokristiane e Shqipërisë            | –    | –    | 2    | –    | 2    | –    | –    | –    | –    |
| Unioni Demokratik Liberal i Shqipërisë       | –    | –    | –    | –    | 1    | –    | –    | –    | –    |
| Partia për Drejtësi, Integrim dhe Unitet     | –    | –    | –    | –    | –    | 1    | 4    | 3    | –    |
| Partia Kristiane Demokrate e Shqipërisë      | –    | –    | –    | –    | –    | –    | 1    | –    | –    |
| unabhängige                                  | –    | –    | 13   | 2    | 1    | –    | –    | –    | –    |
| Totale Sitze                                 | 140  | 140  | 155  | 140  | 140  | 140  | 140  | 140  | 140  |

### Legislaturen
Das Parlament hatte seit der Neugründung der Republik Albanien nach dem Zweiten Weltkrieg 20 Legislaturperioden. Zum Teil werden die Legislaturperioden auch mit Beginn des ersten frei gewählten Parlaments gezählt (in Klammern gesetzt).
- Verfassungsgebende Versammlung: 10. Januar 1946 – 16. März 1946
- I: 25. März 1946 – 21. Januar 1950
- II: 28. Juni 1950 – 14. April 1954
- III: 19. Juli 1954 – 21. Februar 1958
- IV: 21. Juni 1958 – 3. Juni 1962
- V: 14. Juli 1962 – 12. März 1966
- VI: 10. September 1966 – 4. Mai 1970
- VII: 20. November 1970 – 19. Juni 1974
- VIII: 28. Oktober 1974 – 21. Februar 1978
- IX: 25. Dezember 1978 – 14. Juli 1982
- X: 22. November 1982 – 10. Januar 1987
- XI: 19. Februar 1987 – 13. November 1990
- XII (I): 15. April 1991 – 4. Februar 1992
- XIII (II): 4. April 1992 – 29. März 1996
- XIV (III): 1. Juli 1996 – 15. Mai 1997
- XV (IV): 23. Juli 1997 – 14. Mai 2001
- XVI (V): 29. Juni 2001 – 20. Mai 2005
- XVII (VI): 2. September 2005 – 2. September 2009
- XVIII (VII): 7. September 2009 – 7. September 2013
- XIX (VIII): 9. September 2013 – 9. September 2017
- XX (IX): 9. September 2017 – 9. September 2021
- XXI (X): seit 10. September 2021

## Kommissionen
- Kommission für Gesetzesfragen, Öffentliche Verwaltung und Menschenrechte (Komisioni për Çështjet Ligjore, Administratën Publike dhe të Drejtat e Njeriut)
- Kommission für Europäische Integration (Komisioni për Integrimin Europian)
- Kommission für Außenpolitik (Komisioni për Politikën e Jashtme)
- Kommission für Wirtschaft und Finanzen (Komisioni për Ekonominë dhe Financat)
- Kommission für Nationale Sicherheit (Komisioni për Sigurinë Kombëtare)
- Kommission für Produktionstätigkeiten, Handel und Umwelt (Komisioni për Veprimtaritë Prodhuese, Tregtinë dhe Mjedisin)
- Kommission für Arbeit, Sozialfragen und Gesundheit (Komisioni për Punën, Çështjet Sociale dhe Shëndetësinë)
- Kommission für Bildung und Mittel für Öffentliche Informierung (Komisioni për Edukimin dhe Mjetet e Informimit Publik)
- Neben diesen ständigen parlamentarischen Kommissionen gibt es auch temporäre und Untersuchungskommissionen.